# Fostervattenprov

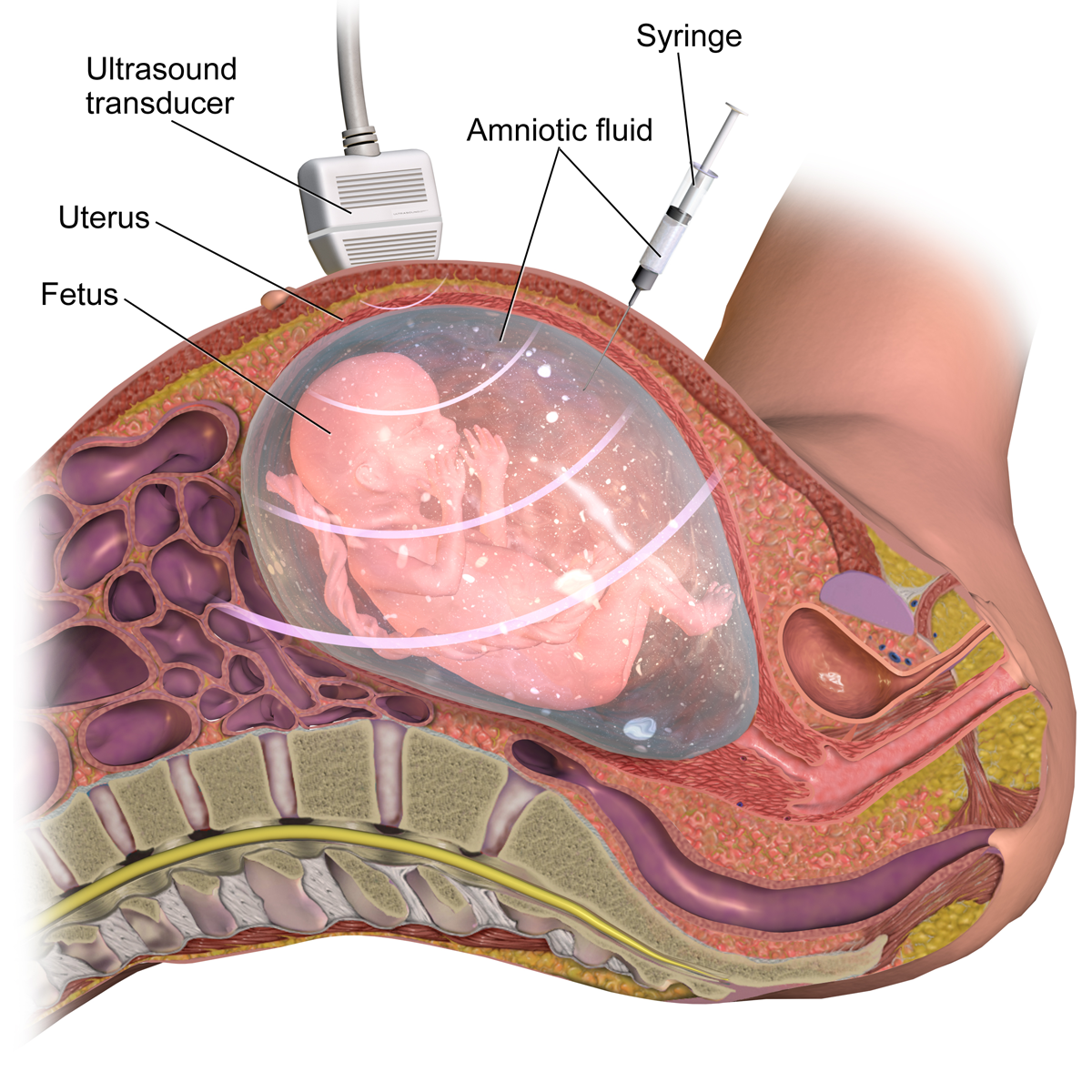
Illustration av fostervattenprov

Fostervattenprov (FVP) tas som fosterdiagnostik för att kunna kontrollera om fostret har vissa sjukdomar, till exempel rubella, samt har friska gener. I det sistnämnda kan man inte härleda fysiska drag som kroppsform etcetera, utan det är enbart ett prov för att avgöra förekomsten av vissa ärftliga sjukdomar.